# Super Bowl XXIV
A Super Bowl XXIV az 1989-es NFL-szezon döntője volt. A mérkőzést a Louisiana Superdome-ban játszották New Orleansban 1990. január 28-án.
A San Francisco 49ers 55–10-re nyerte a mérkőzést a Denver Broncos ellen. A Super Bowl-ok történetében máig ez a legnagyobb – 45 pontnyi – különbségű győzelem, valamint máig a San Francisco 49ers szerezte a legtöbb pontot – 55-öt – a Super Bowl mérkőzések történetében.

## A döntő résztvevői
A San Francisco 49ers az alapszakaszban 14–2-es mutatóval zárt, ezzel az NFC első kiemeltjeként jutott a rájátszásba. Erőnyerőként csak a konferencia-elődöntőben kapcsolódott be a rájátszásba, ahol otthon a Minnesota Vikings-t verte, később a konferencia-döntőben szintén hazai pályán a Los Angeles Rams ellen győzött. A 49ers volt a címvédő is.
A Denver Broncos 11–5-ös teljesítményt ért el az alapszakaszban, így az AFC első kiemeltjeként került a rájátszásba. Erőnyerőként a Broncos is csak a konferencia-elődöntőben játszott először. Hazai pályán a Pittsburgh Steelers-t győzte le, majd a konferencia-döntőben szintén otthon Cleveland Browns ellen győzött.

## A mérkőzés
A mérkőzést nagy fölénnyel, 55–10-re a San Francisco 49ers nyerte, amely így megvédte címét, és a negyedik Super Bowl-győzelmét szerezte. A legértékesebb játékos a 49ers játékosa, Joe Montana lett, aki 5 touchdown-passzt adott, és harmadszorra nyerte el a díjat.
| N | Idő   | Drive | Drive | Drive     | Csapat  | Play leírása                                                                       | Pont  | Pont    |
| N | Idő   | Play  | Yard  | Időtartam | Csapat  | Play leírása                                                                       | 49ers | Broncos |
| - | ----- | ----- | ----- | --------- | ------- | ---------------------------------------------------------------------------------- | ----- | ------- |
| 1 | 10:06 | 10    | 66    | 3:59      | 49ers   | Touchdown. Jerry Rice 20 yardos átadás, Joe Montana-tól, Mike Cofer jutalomrúgás.  | 7     | 0       |
| 1 | 6:47  | 9     | 49    | 3:19      | Broncos | Mezőnygól. David Treadwell 42 yardról.                                             | 7     | 3       |
| 1 | 0:03  | 10    | 54    | 5:15      | 49ers   | Touchdown. Brent Jones 7 yardos átadás, Joe Montana-tól, elhibázott jutalomrúgás.  | 13    | 3       |
|   |       |       |       |           |         |                                                                                    |       |         |
| 2 | 7:15  | 14    | 69    | 7:07      | 49ers   | Touchdown. Tom Rathman 1 yardos futás, Mike Cofer jutalomrúgás.                    | 20    | 3       |
| 2 | 0:34  | 5     | 59    | 1:04      | 49ers   | Touchdown. Jerry Rice 38 yardos átadás, Joe Montana-tól, Mike Cofer jutalomrúgás.  | 27    | 3       |
|   |       |       |       |           |         |                                                                                    |       |         |
| 3 | 12:48 | 1     | 28    | 0:06      | 49ers   | Touchdown. Jerry Rice 28 yardos átadás, Joe Montana-tól, Mike Cofer jutalomrúgás.  | 34    | 3       |
| 3 | 9:44  | 2     | 37    | 0:48      | 49ers   | Touchdown. John Taylor 35 yardos átadás, Joe Montana-tól, Mike Cofer jutalomrúgás. | 41    | 3       |
|   |       |       |       |           |         |                                                                                    |       |         |
| 4 | 6:53  | 5     | 61    | 2:51      | Broncos | Touchdown. John Elway 3 yardos futás, David Treadwell jutalomrúgás.                | 41    | 10      |
| 4 | 14:57 | 11    | 75    | 6:56      | 49ers   | Touchdown. Tom Rathman 3 yardos futás, Mike Cofer jutalomrúgás.                    | 48    | 10      |
| 4 | 13:47 | 1     | 1     | 0:04      | 49ers   | Touchdown. Roger Craig 1 yardos futás, Mike Cofer jutalomrúgás.                    | 55    | 10      |